# 비오코보산맥

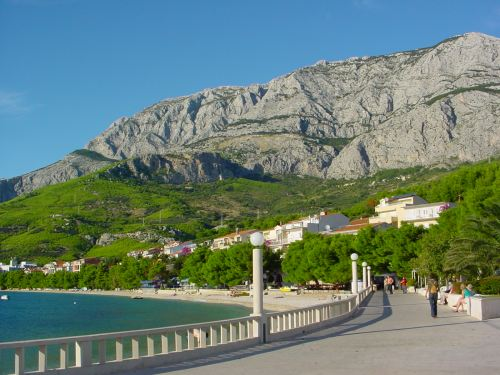
비오코보산맥

비오코보산맥(크로아티아어: Biokovo)은 크로아티아 달마티아 지방에 위치한 산맥으로 크로아티아에서 2번째로 높은 산맥이다. 아드리아해 연안과 접하며 체티나강과 네레트바강 사이에 위치한다. 산맥에서 가장 높은 봉우리는 스베티유레봉(Sveti Jure)으로 높이는 1,762m이다. 산맥의 지형은 일반적으로 카르스트 지형을 띤다.